# Ekkentropelma
Genre
Ekkentropelma est un genre d'holothuries (concombre de mer) de la famille des Psolidae.

## Liste des genres
Selon World Register of Marine Species (20 mars 2015) :
- Ekkentropelma brychia Pawson, 1971
- Ekkentropelma groovia Thandar, 2006

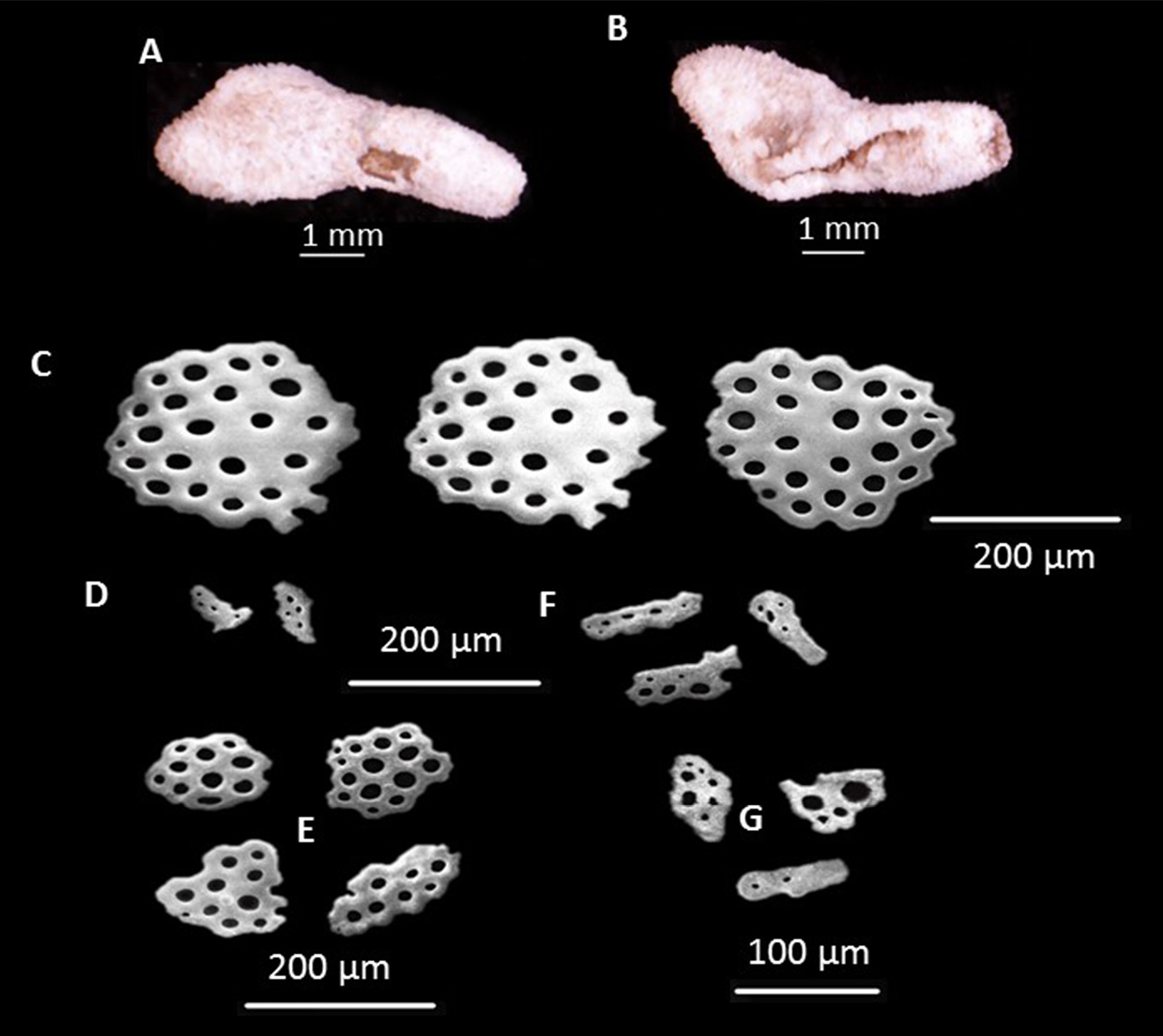
Ekkentropelma groovia